# Финансово-экономический кризис в Португалии (2008-2013)
Согласно докладу, опубликованному в январе 2011 года газетой «Дьяриу де нутисиэш», и выпущенному отдельно издательством «Градива», в период между Революцией гвоздик 1974 г. и 2010 г. непрозрачные условия частно-государственного партнерства, а также привлечение многочисленных консультационных агентств с неэффективными методами работы и учреждение комитетов правительством Португалии способствовали перерасходу бюджетных средств и развитию инвестиционных пузырей, значительным задержкам в выполнении работ по госзаказам и непропорциональному росту бонусов и заработной платы топ-менеджмента и высших должностных лиц. Кроме того, негибкая кадровая политика привела к избыточному росту числа государственных служащих. На протяжении почти четырёх десятилетий недобросовестность членов правительства приводила к кредитованию с высоким уровнем риска, принятию решений об увеличении объёма государственной задолженности и принятию решений по управлению структурным фондом и фондом сплочения Европейского союза некомпетентными ответственными лицами.
Кабинет премьер-министра Сократиша был не в состоянии предсказать или предотвратить кризис в 2005 г. и позднее был не в состоянии улучшить ситуацию, когда страна в 2011 г. оказалась на грани банкротства.
Роберт Фишман в статье «Ненужная финансовая помощь Португалии», опубликованной в газете «Нью-Йорк таймс», указывает на то, что Португалия стала жертвой волны спекулятивных сделок, вызванных давлением со стороны участников рынка торговли облигациями, рейтинговых агентств и спекулянтов. В первом квартале 2010 г., до того, как на рынках начался спад, показатели восстановления экономики Португалии были одними из лучших среди стран ЕС. По индексу промышленных заказов, величине экспорта, индексу предпринимательских инноваций и уровню успеваемости в средней школе Португалия не отставала, была наравне, или даже превосходила своих соседей в Западной Европе.
16 Мая 2011 г. представители стран еврозоны официально одобрили выдачу Португалии экстренной финансовой помощи в размере €78 млрд; она стала третьей страной, получившей финансовую помощь (после Ирландии и Греции). Эстренный кредит был предоставлен в равных долях из средств Европейского механизма финансовой стабилизации (англ. European Financial Stability Mechanism), Европейского фонда финансовой стабильности и Международного валютного фонда. По словам министра финансов Португалии, ожидается, что средняя процентная ставка по кредиту составит 5,1%. В рамках соглашения правительство страны обязалось сократить бюджетный дефицит с 9,8% ВВП в 2010 г. до 5,9% в 2011 г., 4,5% в 2012 г. и 3% в 2013 г.. Правительство Португалии также обязалось отказаться от  права «золотой акции» в компании «Португал телеком», чтобы сделать возможной её приватизацию. В 2012 г. средняя заработная плата всех государственных служащих сократилась на 20% по отношению к уровню 2010 г.; зарплаты выше 1 500 евро сократились на вплоть до 25%. Это привело к массовым увольнениям специализированных технических специалистов и высших должностных лиц, многие из которых предпочли перейти на более высокооплачиваемые должности в частном секторе или в других европейских странах.
6 июля 2011 г. рейтинговое агентство «Мудис» понизило кредитный рейтинг Португалии до категории «мусорных облигаций», представители агентства также предположили, что Португалия может вслед за Грецией обратиться за вторым экстренным кредитом.
В декабре 2011 г. были опубликованы данные, согласно которым бюджетный дефицит Португалии, оцениваемый в 4,5% ВВП в 2011 г., будет существенно ниже, чем ожидалось, из-за разового перевода пенсионных фондов. Таким образом, правительству страны удастся достичь целевых показателей по бюджетному дефициту на 2012 г. на год раньше, чем ожидалось. Несмотря на то, что в 2011 г. планируется сокращение экономической активности на 3%, МВФ ожидает, что к концу 2013 г. облигации Португалии будут снова продаваться на рынках среднесрочных и долгосрочных облигаций. Тем не менее, наличие бюджетного дефицита означает рост долговых обязательств страны. По некоторым оценкам, для того, чтобы выплаты по госдолгу стали осуществимыми, Португалии необходим профицит бюджета размером в 10% на протяжении нескольких лет